# 维托里奥·埃曼努埃莱 (都灵伯爵)
维托里奥·埃曼努埃莱·都灵·乔瓦尼·玛利亚·迪·萨伏伊-奥斯塔（Vittorio Emanuele Torino Giovanni Maria di Savoia-Aosta，1870年11月24日—1946年11月24日），出生于都灵。都灵伯爵，意大利王子，萨伏伊-奥斯塔王子。是奥斯塔公爵阿玛迪奥的次子。意大利国王维托里奥·埃马努埃莱三世的堂弟。

## 早年生活
他在父親阿玛迪奥一世離開意大利到西班牙前在都靈出生，母親則是瑪麗亞·維多利亞·道爾·波佐。父親繼承西班牙王位後，维托里奥獲得了西班牙王子的稱呼。